# Єжи Пассендорфер
Єжи Пассендорфер (пол. Jerzy Passendorfer; 8 квітня 1923, Вільно, Польща, нині Вільнюс, Литва — 20 лютого 2003, Сколимов-Констанцин, Польща) — польський кінорежисер, сценарист і актор.

## Біографія
Народився у 1923 році у Вільно, в родині Владислава Пассендорфера, підполковника артилерії Війська Польського.
Під час окупації в 1943—1945 роках Єжи брав участь у виставах краківського підпільного театру. Після звільнення окупованих територій навчався на кінокурсах у Вищій театральній школі в Кракові, після закінчення яких працював оператором-хронікером. У 1951 році закінчив режисерський факультет в FAMU (Прага). У 1971—1972 роках був художнім керівником кіностудії «TOR». У 1972—1975 роках — художній керівник творчого об'єднання «Панорама».
Помер у 2003 році й похований на Повонзківському цвинтарі у Варшаві.

## Вибрана фільмографія

### Режисер
- 1954 — Бенкет Валтасара / Uczta Baltazara
- 1957 — Скарб капітана Мартенса / Skarb kapitana Martensa
- 1958 — Замах / Zamach
- 1959 — Сигнали / Sygnaly
- 1960 — Повернення / Powrót (за романом Романа Братного «Щасливі катовані», у радянському кінопрокаті «Пошуки минулого»)
- 1961 — Вирок / Wyrok (у радянському кінопрокаті «Ще один, кому потрібна любов»)
- 1963 — Підірваний міст / Zerwany most (за повістю Романа Братного «Сніги пливуть»)
- 1963 — Хрещені вогнем / Skapani w ogniu (за однойменною повістю Войцеха Жукровського)
- 1964 — Кольори боротьби / Barwy walki
- 1965 — Вихідний день справедливості / Niedziela sprawiedliwosci
- 1966 — Самозванець з гітарою / Mocne uderzenie
- 1968 — Напрямок — Берлін / Kierunek Berlin (у радянському кінопрокаті «Плечем до плеча»)
- 1969 — Останні дні / Ostatnie dni
- 1969 — День очищення / Dzien oczyszczenia
- 1970 — Операція «Брутус» / Akcja «Brutus» (за повістю Збігнєва Ненацького «Операція „Кришталеве дзеркало“»)
- 1971 — Убийте паршиву вівцю / Zabijcie czarna owce
- 1973 — Яносик / Janosik (сериал)
- 1974 — Перемога / Zwyciestwo (змонтований із фільмів «Напрямок: Берлін» і «Останні дні»")
- 1986 — Чайки / Mewy

### Сценарист
- 1961 — Вирок / Wyrok (у радянському кінопрокаті «Ще один, кому потрібна любов»)
- 1968 — Напрямок — Берлін / Kierunek Berlin (у радянському кінопрокаті «Плечем до плеча»)
- 1969 — Останні дні / Ostatnie dni
- 1974 — Перемога / Zwyciestwo (змонтований із фільмів «Напрямок: Берлін» і «Останні дні»")
- 1986 — Чайки / Mewy

## Нагороди

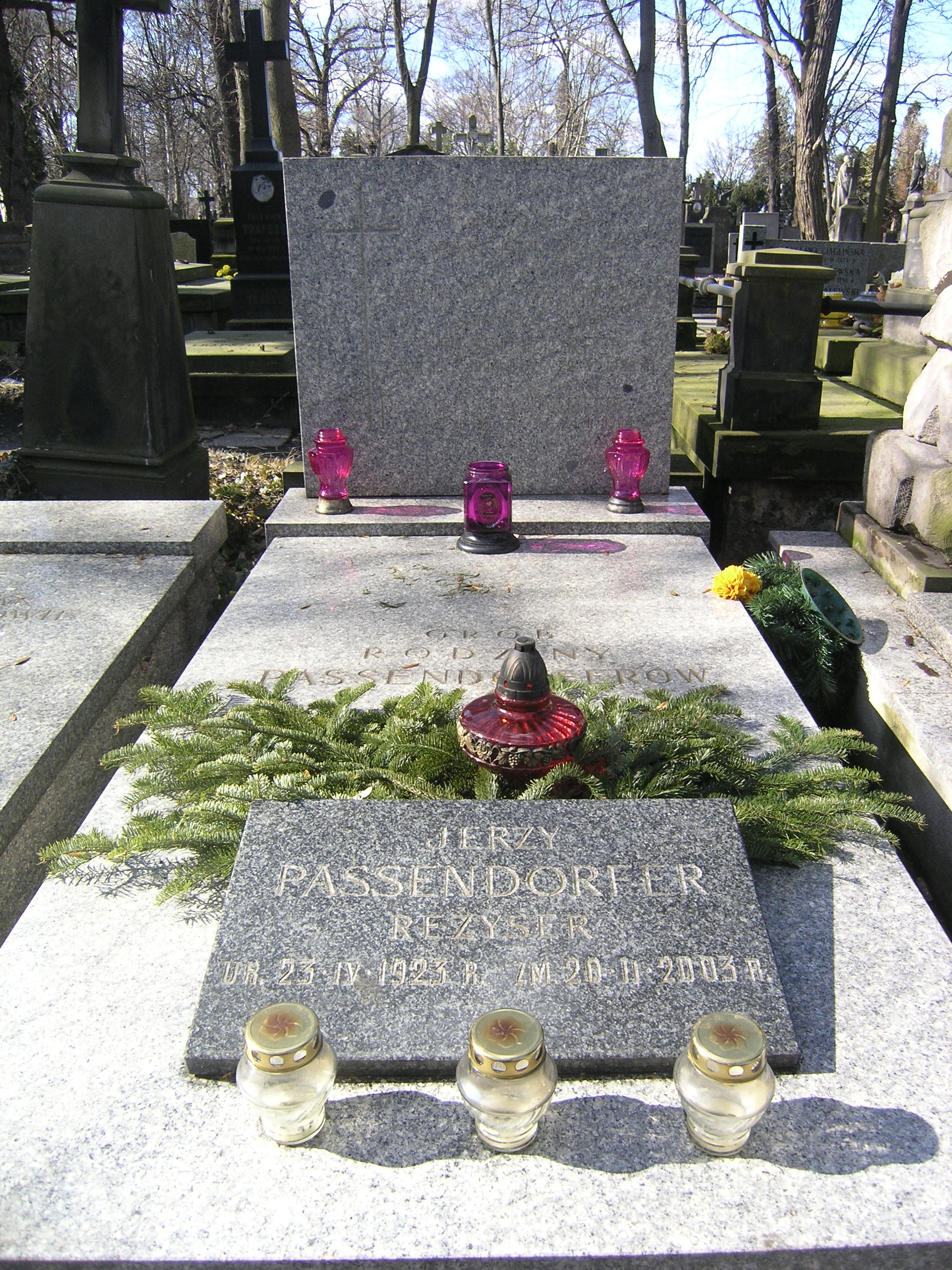
Могила Єжи Пассендорфера на Повонзківському цвинтарі у Варшаві

- 1959 — Приз на Кінофестивалі у Сан-Себастьяні (за фільм «Замах»)
- 1972 — Приз на Кінофестивалі у Сан-Себастьяні (за фільм «Убийте паршиву вівцю»)
- Хрест Заслуги (Польща)
- Медаль «За заслуги при захисті країни»